# Стівенсон-Ранч (Каліфорнія)
Стівенсон-Ранч (англ. Stevenson Ranch) — переписна місцевість (CDP) в США, в окрузі Лос-Анджелес штату Каліфорнія. Населення — 20 178 осіб (2020).

## Географія
Стівенсон-Ранч розташований за координатами 34°23′21″ пн. ш. 118°35′18″ зх. д. / 34.38917° пн. ш. 118.58833° зх. д. (34.389187, -118.588369).  За даними Бюро перепису населення США в 2010 році переписна місцевість мала площу 16,48 км², з яких 16,48 км² — суходіл та 0,00 км² — водойми.

## Демографія
Згідно з переписом 2010 року, у переписній місцевості мешкало 17 557 осіб у 5663 домогосподарствах у складі 4525 родин. Густота населення становила 1065 осіб/км².  Було 5842 помешкання (355/км²).
Расовий склад населення:
| - 64,2 % — білих - 22,9 % — азіатів - 3,5 % — чорних або афроамериканців - 0,4 % — корінних американців - 0,2 % — вихідців з тихоокеанських островів - 4,4 % — осіб інших рас |

До двох чи більше рас належало 4,5 %. Частка іспаномовних становила 16,1 % від усіх жителів.
За віковим діапазоном населення розподілялося таким чином: 32,2 % — особи молодші 18 років, 61,5 % — особи у віці 18—64 років, 6,3 % — особи у віці 65 років та старші. Медіана віку мешканця становила 36,5 року. На 100 осіб жіночої статі у переписній місцевості припадало 95,2 чоловіків;  на 100 жінок у віці від 18 років та старших — 91,0 чоловіків також старших 18 років.
Середній дохід на одне домашнє господарство  становив 158 300 доларів США (медіана — 119 394), а середній дохід на одну сім'ю — 173 041 долар (медіана — 135 370). Медіана доходів становила 109 764 долари для чоловіків та 71 166 доларів для жінок. За межею бідності перебувало 5,6 % осіб, у тому числі 4,2 % дітей у віці до 18 років та 7,2 % осіб у віці 65 років та старших.
Цивільне працевлаштоване населення становило 8826 осіб. Основні галузі зайнятості: освіта, охорона здоров'я та соціальна допомога — 19,7 %, науковці, спеціалісти, менеджери — 15,0 %, виробництво — 11,7 %, фінанси, страхування та нерухомість — 10,2 %.